# 哈曼
哈曼（希伯來語：המן）又称亚甲人哈曼（המן האגגי）或恶人哈曼（המן הרשע），是希伯来圣经《以斯帖记》中的重要人物，公元前5世纪亞哈隨魯王的波斯帝国的贵族和大臣。他是亚甲人哈米大他的儿子。
亚哈随鲁王抬举哈曼，吩咐一切臣仆都在王门那里跪拜他，唯独末底改不跪不拜，于是哈曼和他的妻子细利斯企图灭绝波斯帝国境内的全体犹太人。哈曼劝说亚哈随鲁王杀死末底改和全国所有的犹太人。

哈曼不屑只下手害末底改一人，因他们已将末底改的本族告诉他，所以他想要灭绝亚哈随鲁王通国所有的犹大人，就是末底改的本族。

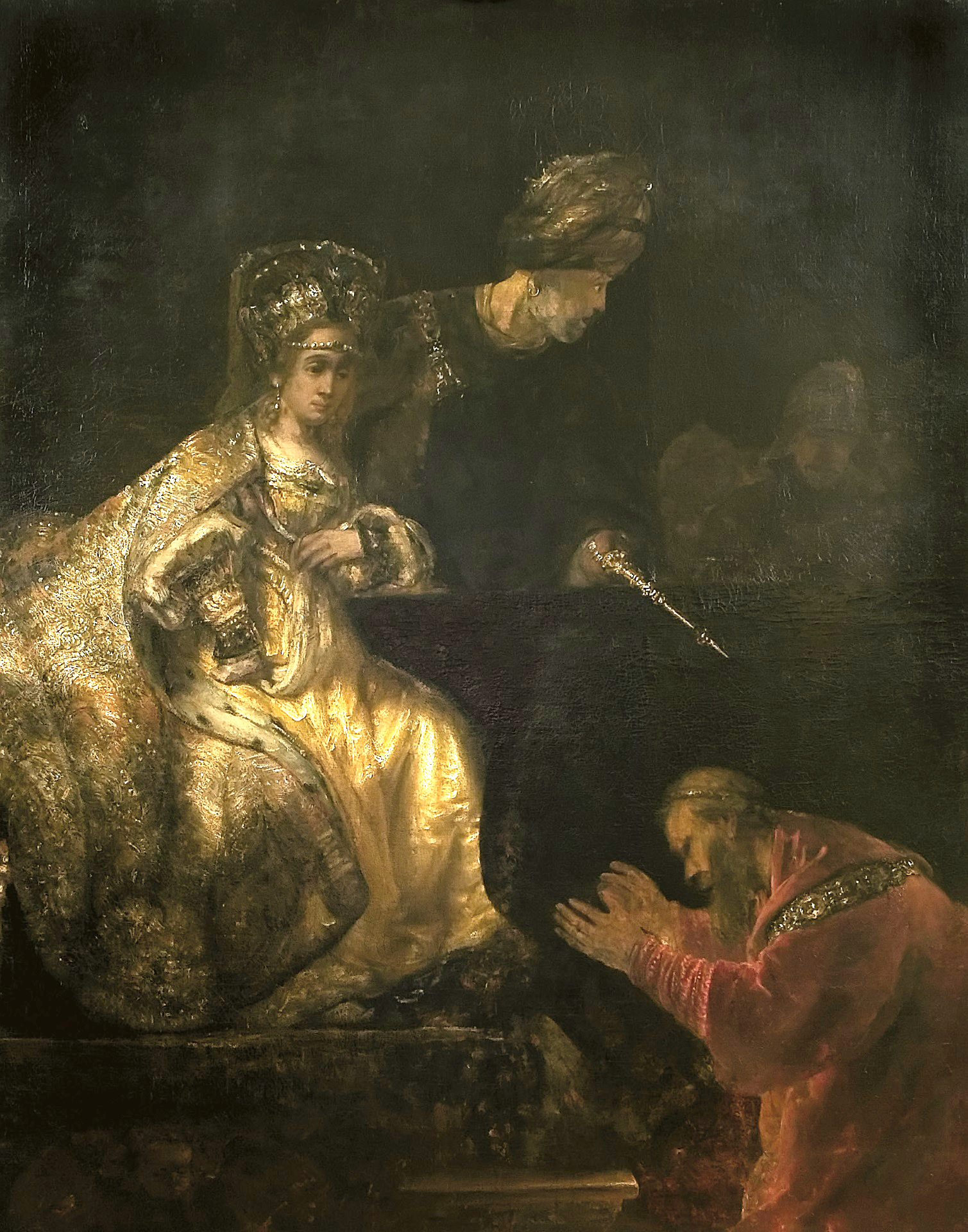
哈曼向以斯帖求饶，伦勃朗

王后以斯帖本人是一名犹太人，听说自己的民族处于危险之中，冒死求见亚哈随鲁王。哈曼被悬挂在本来为末底改预备的木架上。他的十个儿子巴珊大他、达分、亚斯帕他、破拉他、亚大利雅、亚利大他、帕玛斯他、亚利赛、亚利代、瓦耶撒他都被杀，尸首挂在木架上。（以斯帖记9:5-14）。

亚哈随鲁王问王后以斯帖说，擅敢起意如此行的是谁？这人在那里？以斯帖说，敌人仇人就是这恶人哈曼。哈曼在王和王后面前就甚惊惶。于是王在怒中起来，离开酒席往王宫的花园去了；哈曼见王定意要加祸处罚他，就起来，求王后以斯帖救命。王从王宫花园回到酒筵的宫内，哈曼正伏在以斯帖所靠的榻上。王说，他竟敢在这宫内，在我面前凌辱王后嗎？这话一出王口，人就蒙了哈曼的脸。在王面前的一个太监哈波拿说，哈曼还为那曾说善言救王的末底改，作了五十肘高的木架，现今立在哈曼家里。王说，把哈曼挂在其上。于是人将哈曼挂在他为末底改所豫备的木架上。王的憤怒这才止息。

## 普珥節
在猶太節日普珥節中，《以斯帖記》會公開誦讀，每當讀出「哈曼」的名字時，聽者會轉動手上的棘輪，透過製造聲浪把哈曼的名字加以遮蓋，以示對哈曼滅絕猶太人陰謀的鄙視。